# Julia Levtjenko
Julia Andrijivna Levtjenko (ukrainsk: Юлія Андріївна Левченко, tr. Julia Andrijivna Levtjenko; født 28. november 1997) er en højdespringer fra Ukraine. Hun deltog ved VM i atletik 2015 i Beijing, men kvalificerede sig ikke til finalen. Hun vandt guld ved ungdomssommer-OL 2014.
Hendes personlige rekord i højdespring er 2,02 meter udendørs (Minsk 2019) og 1,94 meter indendørs (Beograd 2017).

## Resultater
| År                    | Konkurrence                            | Sted                      | Position              | Noter                 |
| Repræsenterer Ukraine | Repræsenterer Ukraine                  | Repræsenterer Ukraine     | Repræsenterer Ukraine | Repræsenterer Ukraine |
| --------------------- | -------------------------------------- | ------------------------- | --------------------- | --------------------- |
| 2013                  | Ungdomsverdensmesterskaberne i atletik | Donetsk, Ukraine          | 13.                   | 1,70 m                |
| 2014                  | Ungdoms-OL                             | Nanjing, Kina             | 1.                    | 1,89 m                |
| 2015                  | VM                                     | Beijing, Kina             | 24. (q)               | 1,85 m                |
| 2016                  | World U20 Championships                | Bydgoszcz, Polen          | 3.                    | 1,86 m                |
| 2016                  | Olympiske lege                         | Rio de Janeiro, Brasilien | 19. (q)               | 1,92 m                |
| 2017                  | Indendørs-EM                           | Beograd, Serbien          | 3.                    | 1,94 m                |
| 2017                  | U/23-EM                                | Bydgoszcz, Polen          | 1.                    | 1,96 m                |
| 2017                  | VM                                     | London, Storbritannien    | 2.                    | 2,01 m                |